# Kristin Kobes Du Mez
Kristin Kobes Du Mez és una historiadora nord-americana. És professora d'història i estudis de gènere a la Calvin University de Grand Rapids, Michigan.

## Biografia
Du Mez va créixer a Iowa i visqué a Tallahassee, Florida, durant l'escola secundària. Va rebre la seua llicenciatura en història i alemany al Dordt College, i el seu doctorat en filosofia en la història dels Estats Units d'Amèrica per la Universitat de Notre Dame. Treballà al Williams College i al Five College Women's Studies Research Center del Mount Holyoke College abans de traslladar-se a la Calvin University. Té tres fills.
El seu primer llibre, A New Gospel for Women: Katharine Bushnell and the Challenge of Christian Feminism (Un nou Evangeli per a les dones: Katharine Bushnell i el repte del feminisme cristià), descriu la vida i la teologia de Katharine Bushnell.

## Jesús i John Wayne
Al seu segon llibre, Jesus and John Wayne: How White Evangelicals Corrupted a Faith and Fractured a Nation (Jesús i John Wayne: Com els evangèlics blancs van corrompre una fe i van fracturar una nació), publicat el 2020, Du Mez argumenta que els evangèlics nord-americans han treballat durant dècades per substituir el Jesús dels Evangelis per un ídol de la masculinitat ruda i el nacionalisme cristià. Va rebre una àmplia cobertura, fins i tot en mitjans seculars com The Washington Post i The Boston Globe, així com mitjans cristians com The Gospel Coalition. El juliol de 2021, va arribar al número quatre de la llista de llibres de butxaca de no-ficció més venuts del New York Times.

## Obres seleccionades
- Jesus and John Wayne: How White Evangelicals Corrupted a Faith and Fractured a Nation (2020); Liveright Publishing Corporation;ISBN 978-1631495731
- A New Gospel for Women: Katharine Bushnell and the Challenge of Christian Feminism (2015); Oxford University Press;ISBN 978-0190205645